# Supercopa dos Países Baixos de 2024
A Supercopa dos Países Baixos 2024 ou Johan Cruijff Schaal foi a 34ª edição do torneio, disputada em partida única entre o Campeão Neerlandês 2023–24 (PSV Eindhoven) e o da Campeão da Copa dos Países Baixos de 2023–24 (Feyenoord).

## Participantes
| Equipe        | Classificação                                |
| ------------- | -------------------------------------------- |
| PSV Eindhoven | Campeão da Eredivisie de 2023–24             |
| Feyenoord     | Campeão da Copa dos Países Baixos de 2023–24 |

## Partida
| 4 de agosto de 2024 | PSV Eindhoven                        | 4 – 4 | Feyenoord                                      | Philips Stadion, Eindhoven |
| 18:00               | Lang 9' · de Jong 48', 80' · Til 65' |       | 29', 54' Giménez · 33' Nieuwkoop · 72' Milambo |                            |

|                           |       | Penalidades                     |  |
| Pepi Bakayoko Til Tillmam | 2 – 4 | Geertruida Ueda Hancko Ivanusec |  |

## Campeão
| Supercopa dos Países Baixos de 2024 |
| ----------------------------------- |
| FEYENOORD 5° titulo                 |